# Henri de Saussure
Henri Louis Frédéric de Saussure, född 27 november 1829 i Genève, död där 20 februari 1905, var en schweizisk zoolog och mineralog, far till Ferdinand de Saussure, brorson till Nicolas-Théodore de Saussure, sonson till Horace-Bénédict de Saussure.
de Saussure var en framstående entomolog, som genomforskade Mexiko (1854-56) och skrev flera arbeten, bland annat sex häften Mélanges orthoptérologiques (1863-78), om tusenfotingar, kräftor med flera.